# Charles Émile Seurre

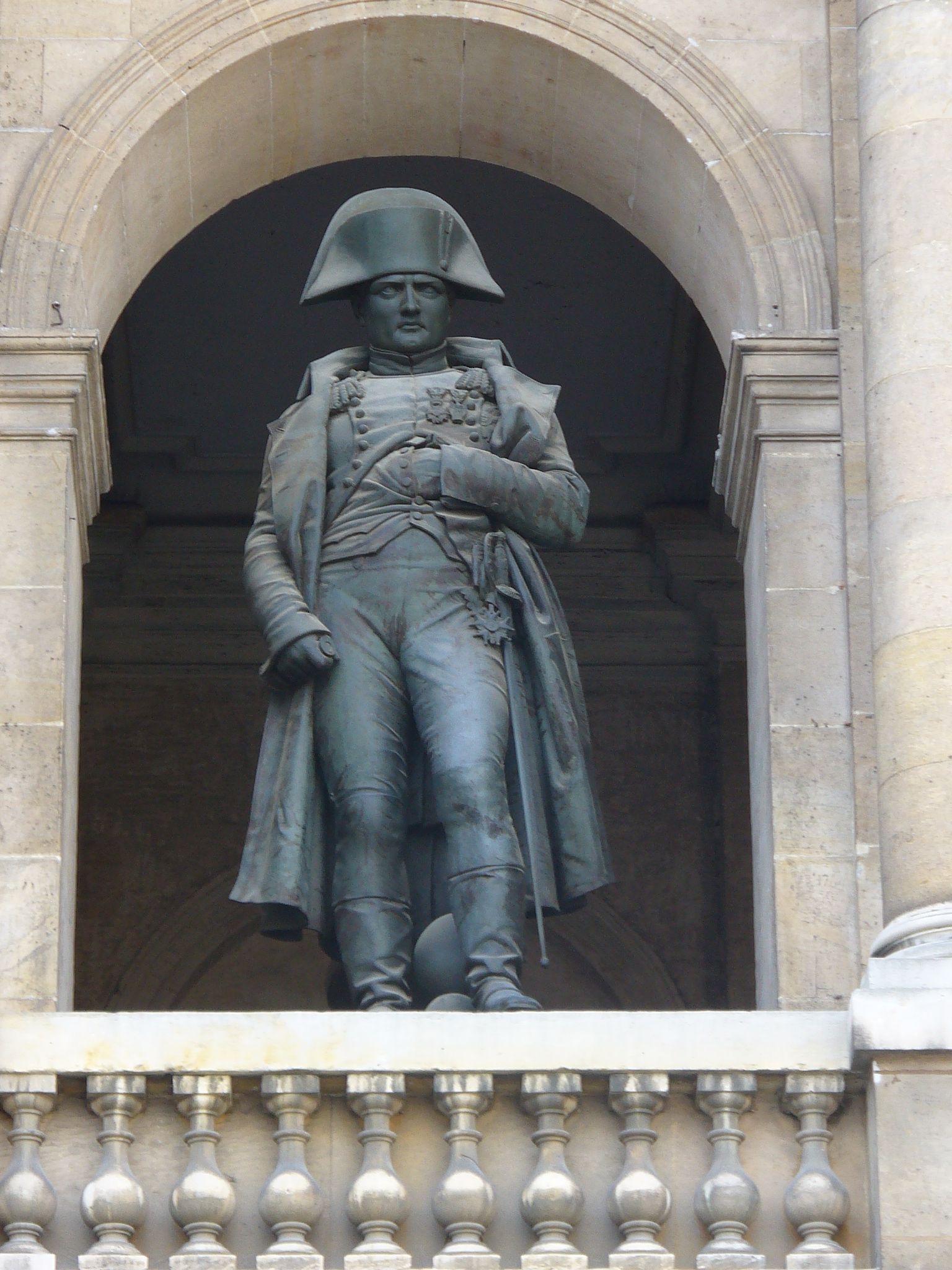
Napoleone I, 1833

Charles Marie Émile Seurre (Parigi, 22 febbraio 1798 – Parigi, 10 gennaio 1858) è stato uno scultore francese.

## Biografia
Seurre fu allievo di Pierre Cartellier (1757-1831). Dopo aver vinto l'ambitissimo Prix de Rome nel 1824, divenne pensionario dell'Accademia di Francia a Roma. Anche suo fratello maggiore Bernard Seurre (1795-1867) fu scultore. Come il fratello maggiore, anche lui contribuì alla diffusione della leggenda napoleonica. È noto soprattutto per le sue statue della serie degli Uomini illustri.

## Opere
Opere maggiori di Charles Émile Seurre:
- Statua di Nicolas Boileau, Cour Napoleon al Palazzo del Louvre a Parigi.
- Napoleone I, 1833, bronzo, Parigi, hôtel des Invalides, cortile d'onore. Napoleone è rappresentato con indosso una redingotte. Si trovava sulla sommità dalla colonna Vendôme tra il 1833 e il 1863, per poi essere trasferita all'intersezione di Courbevoie dal 1863 aò 1871. Dopo quattro mesi passati nella Senna all'altezza del ponte di Neuilly, dove era stata buttata durante la caduta del secondo Impero,[2] venne posta nel deposito dei marmi dello stato e poi, nel 1911, installata nel complesso degli Invalidi.[3]
- Napoleone I, riduzione in bronzo, Versailles, reggia di Versailles.
- La Marina, figura allegorica, Parigi, arco di Trionfo.
- Il Talento, statua, Parigi, cimitero di Père-Lachaise, tomba di Pierre Cartellier.
- Ritratto di Hugues Quieret, ammiraglio di Francia, 1840, busto in gesso, Versailles, reggia di Versailles.
- San Luigi, statua, Versailles, reggia di Versailles.
- Gaston de Foix, duca di Nemours, 1842, statua, marmo, Versailles, reggia di Versailles.
- Luigi XII a cavallo, 1857, statua equestre sul portale d'ingresso del castello di Blois, che sostituisce l'originale di Guido Mazzoni, distrutto durante la rivoluzione francese.
- Carlo VII, statua, marmo, Versailles, reggia di Versailles.
- Statua di un giovane romano, Le Puy-en-Velay, museo Crozatier.

## Galleria d'immagini

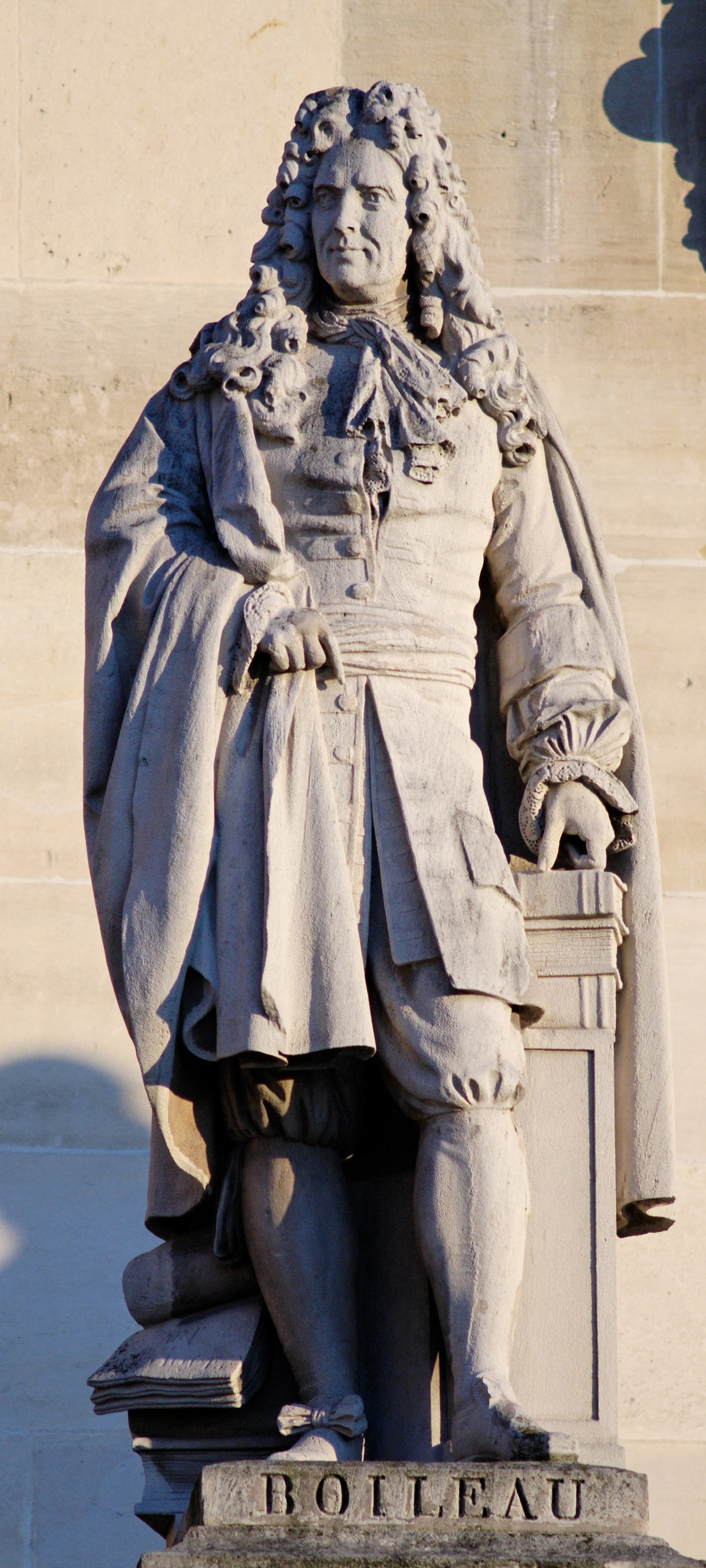
Statua di Nicolas Boileau, Cour Napoleon al Palazzo del Louvre a Parigi
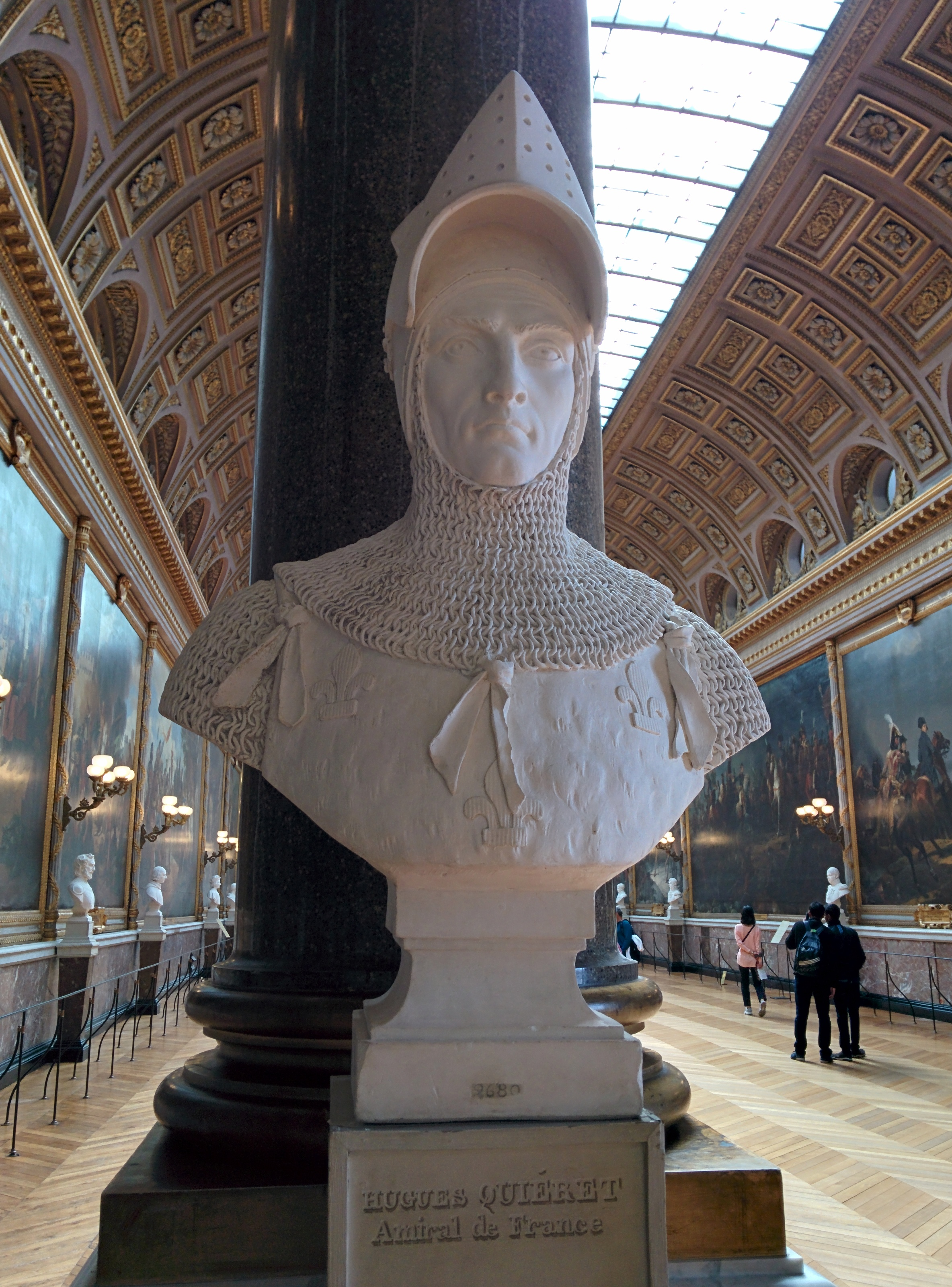
Ritratto di Hugues Quieret, 1840
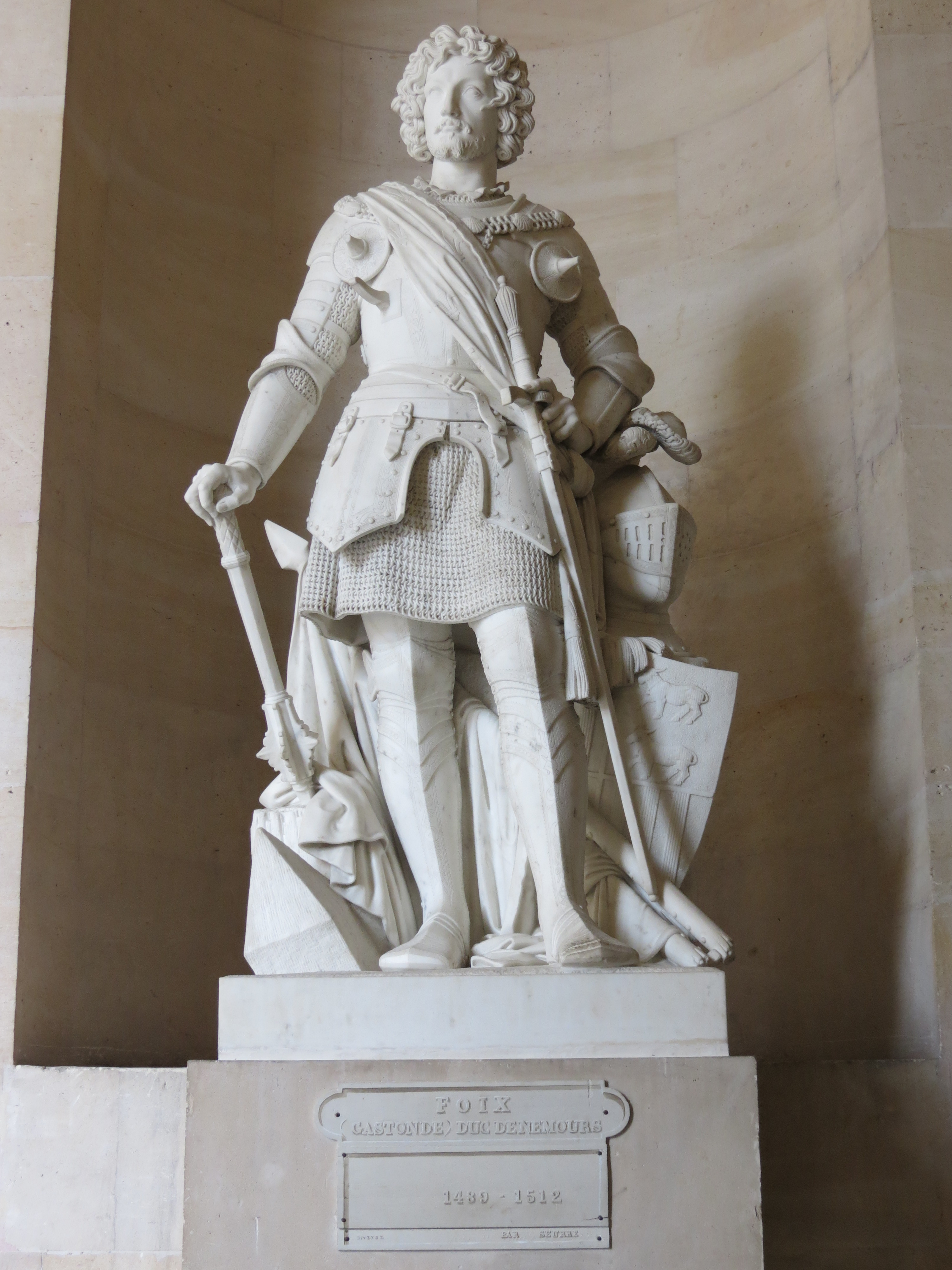
Gaston de Foix, duca di Nemours, 1842